# Which Light Switch Is Which?
A "Which Light Switch Is Which?" a német Scooter együttes kislemeze, mely 2019. december 6-án jelent meg. Ez a negyedik kislemez, mely Sebastian Schildével közösen készült, és nem nagylemezről lett kiadva, bár később felkerült a 2021-es "God Save The Rave" nagylemezre. Fizikai adathordozón nem jelent meg, két részletben adták ki: december 6-án csak magát a dalt, december 20-án pedig az Extended változatot. A dal egy feldolgozás: T-Marc és Vincent "Strings of Infinity" című 1995-ös számából emelte át a dallam motívumát.

## Története
A dalt először 2019 novemberében játszották egy libereci koncert során, méghozzá annak speciális, az Extended verzióban hallható felvezetéssel ellátott változatát. A dal címét H.P. Baxxter ezúttal is saját élményei alapján találta ki, a mögötte rejlő történet pedig a következő: 19 éves korában Londonban tartózkodott egy barátjánál. Watfordban szálltak meg a nagynénjénél egy régi házban, este pedig Chelmsfordba mentek egy koncertre. Későn értek haza, a folyosón pedig egy nagy panel volt, rajta rengeteg villanykapcsolóval. Rengeteget próbálgattak, mire rájöttek, melyik kapcsoló gyújt világosságot a szobájukban. Másnap reggel a barátjának a testvére egy cetlit hagyott ott nekik, amiben emlékezteti az öccsét arra, hogy mutassa meg H.P.-nek, melyik kapcsoló melyik, mert előző este a kapcsolgatással felébresztették az egész családot. A cédulát megtartotta, a rá írt szöveg pedig kapóra jött az új kislemez címének kiválasztásánál.

## Számok listája
Eredetileg csak a 3 perces változat jelent meg, az Extended később jelent meg a zeneáruházakban, alternatív borítóval.
1. Which Light Switch Is Which? (3:22)
2. Which Light Switch Is Which? (Extended Mix) (5:57)

## Más változatok
A dal koncertverziója a hosszú bevezetővel hallható a 2020-as "I Want You To Stream" című albumon.

## Közreműködtek
- H. P. Baxxter (szöveg)
- Sebastian Schilde, Michael Simon (zene)
- Jens Thele (producer)
- Kevin Kridlo, Patrick Poehl (Harris & Ford)
- Christin Pohl (refrén ének)
- Marco Verkuylen, Vincent Oostlander (T-Marc feat. Vincent, az eredeti dal szerzői)

## Videóklip
Másfél héttel a kislemez megjelenése után, december 17-én jelent meg a videoklip. Ebben a Scooter három tagja műanyag formában látható egy számítógéppel generált világban.

## További információ
- A kislemez a Spotify-on
- A kislemez az Apple Music-on[halott link]
- A kislemez a Google Play Music-on